# Витан
Вижте пояснителната страница за други значения на Витан.
Вѝтан (на гръцки: Βοτάνι, Вота̀ни, катаревуса: Βοτάνιον, Вотанион, до 1927 година Βίτανι, Βίτανιον, Витани, Витанион) е село в Егейска Македония, Гърция, дем Хрупища, област Западна Македония.

## География
Селото се намира на 7 km югоизточно от демовия център Хрупища (Аргос Орестико), на десния бряг на река Бистрица. Църквата „Свети Йоан Предтеча“ е от XIX век.

## История

### Етимология
Според „Българския етимологичен речник“ етимологията на името е от личното име Витан, от основа вит- в старобългарския глагол витати, гостоприемен съм, засвидетелстван в ръкопис от XV век, и наставка -а̀н, като в имената Драг-а̀н, Цвет-а̀н, Вълк-а̀н.

### В Османската империя
Селото вероятно е било населено от българи, но е напуснато в смутните години при управлението на Али паша Янински и заселено от гърци качауни от Епир. В края на XIX век Витан е гръцко село село на самата българо-гръцка етническа граница - първото село в северна посока е българското Песяк. Според статистиката на Васил Кънчов („Македония. Етнография и статистика“) в 1900 година Витан има 80 жители гърци.
На Етнографската карта на Битолския вилает на Картографския институт в София от 1901 година Витан е чисто гръцко село в Костурската каза на Корчанския санджак с 25 къщи.
Според Георгиос Панайотидис, учител в Цотилската гимназия, Витани (Βιτάνι) в 1910 година има 18 „българоговорещи гръцки семейства“.
В „Етнография на Македония“, издадена в 1924 година, Густав Вайганд описва Витсани като гръцко село на българо-гръцката езикова граница:
| „ | Котловината на Кастория е българска, но самата Кастория както и Маврово са гръцки, респективно гърцизирани, в Хрупища гръцката партия е наистина много силна, но не може да става дума за гърцизиране. Гощерац е почти, Богатсико - напълно гърцизирано. Езиковата граница върви от Гощерац към моста на Смикси, на север лежащото Пишак е още българско, а обратно Витсани и Бубуща са гръцки. Долината на идващия от Грамости поток, на Белица, е българска до Хамотско, следващото Линотопи е албанско, а следващото Грамости - аромънско. | “ |

На етническата карта на Костурското братство в София от 1940 година, към 1912 година Витанъ е обозначено като гръцко селище.

### В Гърция
В 1912 година по време на Балканската война в селото влизат гръцки войски и след Междусъюзническата война то остава в Гърция. Селяните се занимават отглеждане на градинарски култури. В 1928 година селото е прекръстено на Вотани. Освен външната миграция за намаляването на населението допринася и вътрешната към големите градове в Гърция.
По време на Гражданската война Витан пострадва силно и населението му намалява значително.
| Година    | 1913 | 1920 | 1928 | 1940 | 1951 | 1961 | 1971 | 1981 | 1991 | 2001 | 2011 | 2021 |
| --------- | ---- | ---- | ---- | ---- | ---- | ---- | ---- | ---- | ---- | ---- | ---- | ---- |
| Население | 107  | 99   | 107  | 141  | 103  | 91   | 54   | 78   | 71   | 68   | 50   | 41   |

## Личности
Родени във Витан
- Василиос Йоану (Βασίλειος Ιωάννου), гръцки андартски деец, агент от ІІІ ред[11]
- Василиос Янакопулос (Βασίλειος Γιαννακόπουλος), гръцки андартски деец, агент от ІІІ ред[11]
- Евангелос Диамандопулос (р. 1980), гръцки политик, депутат от СИРИЗА
- Зисис Димитриадис (Ζήσης Δημητριάδης), гръцки андартски деец, агент от ІІІ ред, възможно е да е роден и в Лобаница, през април 1903 той е арестуван от турските власти след сбиване с българин и осъден на една година, но след намесата на гръцкото консулство е освободен. След освобождаването му той е принуден да напусне селото и отива в Лобаница, където обаче българската партия вече е взела превес и отново бяга. След като Македония попада в Гърция Димитриадис става кмет[11]
- Йоанис Кольопулос (Ιωάννης Κολιόπουλος), гръцки историк
- Йоанис Нанос (Ιωάννης Νάνος), гръцки андартски деец, агент от ІІІ ред[11]
- Йоанис Николау (Ιωάννης Νικολάου), гръцки андартски деец, агент от ІІІ ред[11]
- Константинос Янис (Κωνσταντίνος Γιαννής), гръцки андартски деец, агент от ІІІ ред[11]
- Лисимахос Пападопулос (р.1915), гръцки комунистически емигрантски деец, преводач.[12]
- Христос Янулидис (Χρήστος Γιαννουλίδης), гръцки андартски деец, агент от ІІІ ред[11]
- Христос Пападопулос (Χρήστος Παπαδόπουλος), гръцки андартски деец, агент от ІІІ ред[11]